# Јозо Пенава
Јозо Пенава (Палеж, код Кисељака, 26. мај 1909 — Сарајево, 17. јануар 1987) био је босанскохерцеговачки и југословенски композитор, музички продуцент, аранжер, вокални и инструментални интерпретатор.

## Биографија
Као млад човек, Јозо Пенава је учио пекарски занат, али страст према музици је била јача. Након одслужења војног рока 1939.године у Сомбору, настају његове прве песме Гледала сам и У баштици, крај бијеле ружице. Потом уписује музичку школу и стиче потребна музичка знања. Много је допринео квалитетној народној песми и тзв. "новокомпонованим народним песмама", нарочито севдалинки, које је радио на елементима фолклорног наслеђа средњег Балкана. Написао је око 300 песама.
Један је од оснивача Радио Сарајева, након другог светског рата. Тамбурашки оркестар Радио Сарајева, водио је више од двадесет година.
Најпродуктивнији је и најважнији композитор севдаха свога времена. Опевао је Сарајево са свих страна, певао о целој Босни и Херцеговини, о њеним рекама, шумама, изворима и обичајима. На десетинама песама је толико унесено традиционално певање, да само најупућенији повезују те песме са аутором Јозом Пенавом. Неки од највећих певача народне музике свих времена певали су Пенавине песме, међу којима су: Нада Мамула, Сафет Исовић, Заим Имамовић, Вида Павловић, Неџад Салковић, Силвана Арменулић, Мехо Пузић, Беба Селимовић, Недељко Билкић, Зехра Деовић, Зора Дубљевић... Прва песма Сафета Исовића, била је Пенавина Сјетује ме мајка.

## Стваралаштво
- Нада Мамула: Мене моја заклињала мајка, Крај Врбаса, Чија ли је оно дјевојка малена, На теферич пошла нана, Бере цура плав' јоргован, Сјајни мјесец на Требевић сјео, Јесен иде јабуке и крушке зрију
- Сафет Исовић: Сјетује ме мајка, Сарајчице, хајдемо, Мој коњићу мили, Маленим сокаком не пролазим више
- Зехра Деовић: Ја прошетах чаршијом
- Беба Селимовић: Мене моја мајка гледа са чардака, По мојој башти зумбули цвјетају
- Заим Имамовић: Два дјечака, Кажи Намко, откуд' си
- Зора Дубљевић: Мој драгане, сунце за облаком, Цвати, ружо моја
- Вида Павловић: Гледала сам са прозора, Љубав је дјевојачки сан
- Недељко Билкић: Омиле ми село Нахорево
- Неџад Салковић: Зора бијела
- Мехо Пузић: Ој Иване, Иване
- Неџад Салковић: Покрај куће мале

## Награде и признања
- Естрадна награда БиХ
- Три златне спомен-плакете РТС-а
- Орден рада са сребрним венцем
- Орден рада са златним венцем
- Спомен плакета града Сарајева
- Спомен диплома за стваралачки и естрадни рад, коју додељује удружење композитора СР БиХ
- Естрадна награда Југославије